# Hawker centre

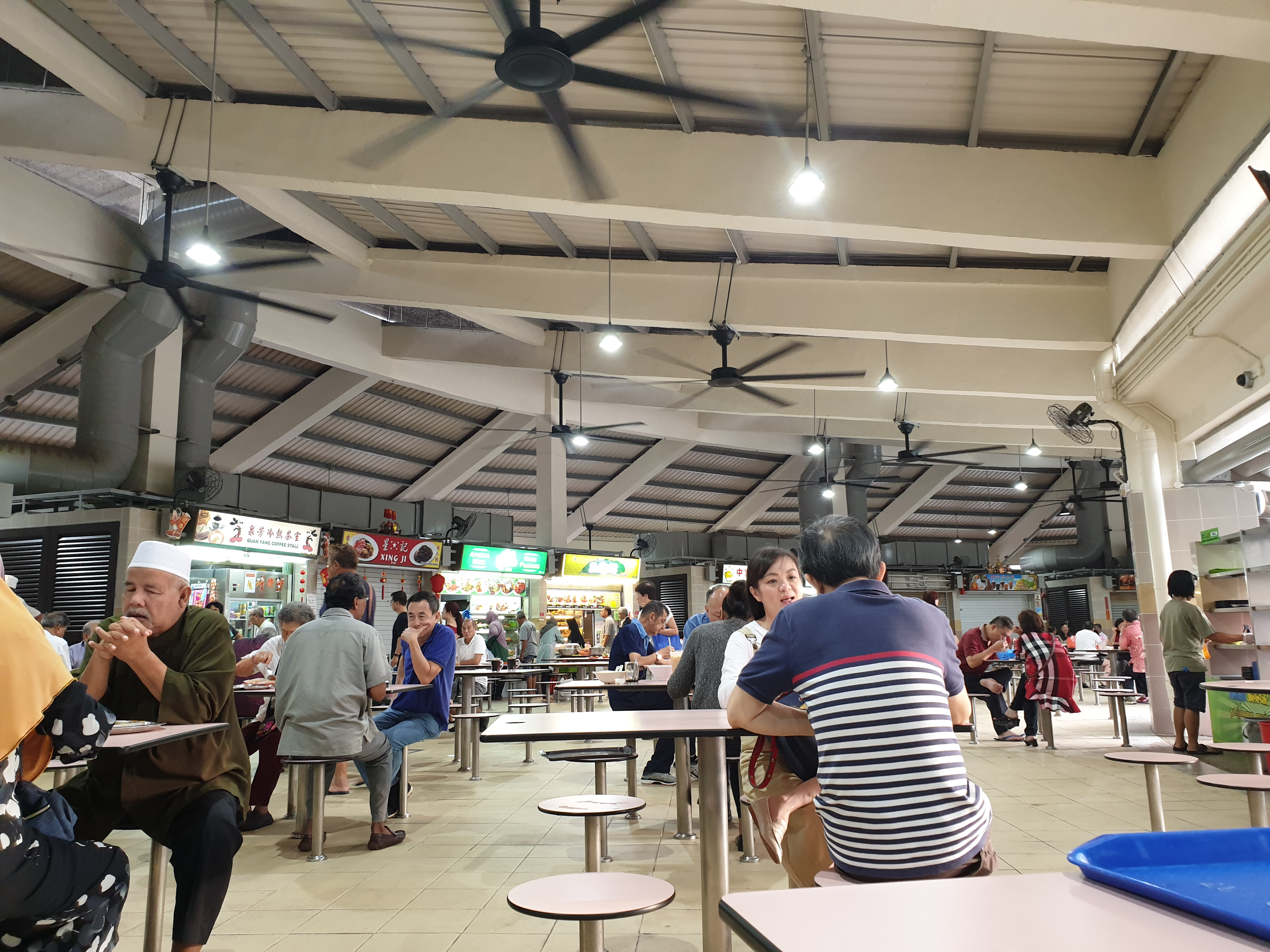
Un hawker centre en Singapur.

Un hawker centre o también en inglés food centre son una variedad de patios de comida que se originan en Singapur. Con muchos puestos que venden una variedad de cocinas locales y asiáticas, generalmente se encuentran en toda la ciudad-estado, ubicados cerca de urbanizaciones públicas o centros de transporte (como intercambiadores de autobuses o estaciones de tren). 
Los centros de vendedores ambulantes fueron establecidos por el gobierno de Singapur como una opción más sanitaria que los lugares para comer al aire libre de vendedores ambulantes al aire libre en la calle. En lugar de carritos de comida móviles, se proporcionan puestos permanentes en edificios al aire libre para los vendedores ambulantes con mesas y sillas compartidas o dedicadas al puesto para los clientes. Este fenómeno también se ve favorecido por las leyes de licencias de vendedores ambulantes y la eliminación total de los vendedores ambulantes en Singapur.

## Características
Los Hawker centres crecieron en áreas urbanas siguiendo los patrones de la rápida urbanización existente en los años 1950s y 1960s. En muchos casos dieron lugar a problemas de higiene, debido a la falta de preparación del personal responsable. Hoy en día la preparación y estilo de estos centros se ha propagado fuera del Sureste Asiático y es popular en Estados Unidos en forma de food court existente en los centros comerciales.

### Patrimonio cultural inmaterial de la Humanidad
En 2019, Singapur presentó su nominación para inscribir su cultura ambulante en la Lista Representativa del Patrimonio Cultural Inmaterial de la Humanidad de la UNESCO. La inscripción se anunció el 16 de diciembre de 2020, cuando la UNESCO describió el centro de vendedores ambulantes de Singapur como "'comedores comunitarios' donde personas de diversos orígenes se reúnen y comparten la experiencia de cenar durante el desayuno, el almuerzo y la cena". Posteriormente, se confirmó que todos los puestos ubicados dentro de los centros de venta ambulante en todo el país también recibirán una "etiqueta de Patrimonio Cultural Inmaterial de la UNESCO" que podrán colocar en los frentes de sus puestos.